# کوربوآ
شهر کوربوآ (به فرانسوی: Courbevoie) در شهرستان او-دو-سن در ناحیه ایل-دو-فرانس با جمعیت ۸۴٬۴۱۵ نفر در کشور فرانسه واقع شده‌است

## نگارخانه

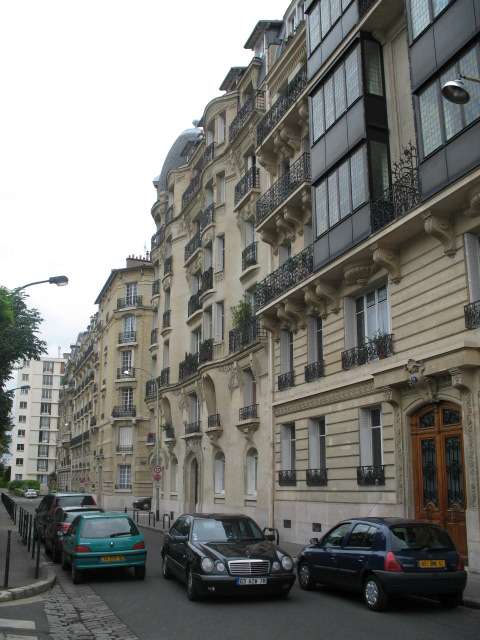
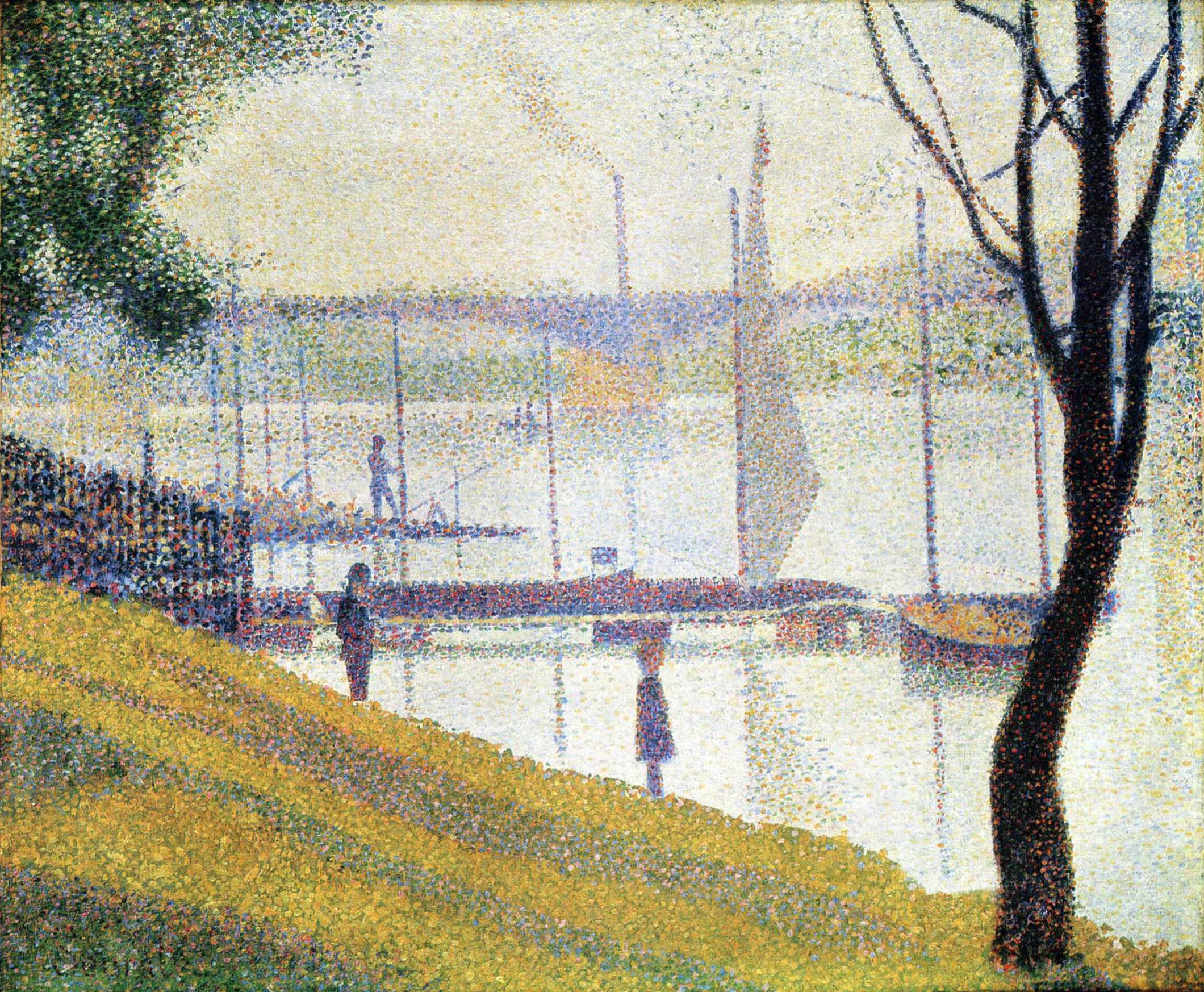